# Barbula pseudonigrescens
Barbula pseudonigrescens är en bladmossart som beskrevs av Pierre Tixier 1974. Barbula pseudonigrescens ingår i släktet neonmossor, och familjen Pottiaceae. Inga underarter finns listade i Catalogue of Life.